# Палая
Палая (італ. Palaia) — муніципалітет в Італії, у регіоні Тоскана, провінція Піза.
Палая розташована на відстані близько 240 км на північний захід від Рима, 45 км на південний захід від Флоренції, 33 км на схід від Пізи.
Населення — 4613 осіб (2014).
Щорічний фестиваль відбувається 11 листопада. 

## Демографія
Населення за роками:

Станом на 1 січня 2023 року в муніципалітеті офіційно проживало 311 іноземців з 42 країн, серед них 85 громадян країн Євросоюзу та 2 громадяни України.

## Сусідні муніципалітети
- Капаннолі
- Монтайоне
- Монтополі-ін-Валь-д'Арно
- Печчолі
- Понтедера
- Сан-Мініато